# Trigonella gharuensis
Trigonella gharuensis är en ärtväxtart som beskrevs av Karl Heinz Rechinger. Trigonella gharuensis ingår i släktet trigonellor, och familjen ärtväxter. Inga underarter finns listade i Catalogue of Life.